# أنس زباني
أنس مهدي زباني لاعب كرة قدم سعودي من مواليد 7 أبريل عام 1997، يلعب كظهير أيمن.
مثل التهامي و الهلال في الفئات السنية و استدعي للفريق الأول في موسم 2017 في مباراة الوحدة نهاية الموسم و أعير إلى نادي الباطن في عام 2018 و انتقل إلى نادي القادسية في عام 2019 و أعير إلى الشعلة مطلع عام 2022.